# 마편초
마편초(馬鞭草, 문화어: 말초리풀)는 꿀풀목 마편초과에 딸린 여러해살이풀이다. 줄기는 모가 지고 곧게 자라며 키는 50~100cm, 잎은 마주 나며, 깃 모양으로 깊이 찢어져 톱니가 있다. 잎이 윗면에는 잔주름이 많다. 여름과 가을에 엷은 자줏빛의 작은 꽃이 줄기 끝에서 가늘고 긴 이삭 모양으로 핀다. 들에나 길가에 저절로 난다.